# Artemis Chalkidou
Artemis Chalkidou (* 29. Februar 1972 in Aschaffenburg) ist eine deutsche Theater- und Fernsehschauspielerin. Zu Beginn ihrer Karriere trat sie unter dem Namen Artemis Chalkidis in Erscheinung.

## Leben
Chalkidou absolvierte ihre Schauspielausbildung von 1993 bis 1997 an der Otto-Falckenberg-Schule in München.
Sie ist seit 1997 in kleineren Gast- und Nebenrollen in deutschsprachigen Fernsehproduktionen aufgetreten. Ebenfalls seit Mitte der 1990er Jahre hat sie zahlreiche Engagements an deutschen Theatern, so unter anderem in München, Nordhausen, Berlin, Göttingen, Cottbus, Köln und Frankfurt. 2008 bis 2013 hatte sie ein Festengagement am Centraltheater Leipzig.
In dem 2017 veröffentlichten Kinofilm Die Tochter spielte Chalkidou, mit Karsten Mielke als Partner, die weibliche Hauptrolle.
2018 war sie in einer Nebenrolle der ARD-Familienserie Familie Dr. Kleist zu sehen.

## Filmografie
- 1997: Sophie: Schlauer als die Polizei (Fernsehserie, Episodenrolle)
- 1997: Die Chaos Queen (Fernsehfilm)
- 1998: Drei Tage Angst (Fernsehfilm)
- 1999: Doppelpack – Das Duell (Fernsehfilm)
- 1999: Hinter Gittern – Der Frauenknast (Fernsehserie, Episodenrolle)
- 1999: Zugriff (Fernsehserie, Episodenrolle)
- 2001: Die Verbrechen des Professor Capellari (Fernsehserie, Episodenrolle)
- 2002: SK Kölsch (Fernsehserie, Episodenrolle)
- 2003: Die Sitte (Fernsehserie, Episodenrolle)
- 2007: Unter Mordverdacht – Ich kämpfe um uns (Fernsehfilm)
- 2007: Kein Geld der Welt (Fernsehfilm)
- 2010: Polizeiruf 110: Schatten (Fernsehfilm)
- 2012: Sometimes We Sit and Think, and Sometimes We Just Sit (Kurzfilm)
- 2015: SOKO Wismar (Fernsehserie, Episodenrolle)
- 2016: Tierärztin Dr. Mertens (Fernsehserie, Episodenrolle)
- 2017: Die Tochter
- 2018: Familie Dr. Kleist (Fernsehserie, 10 Folgen)
- 2020: Jackpot
- 2022: In aller Freundschaft – Die jungen Ärzte (Fernsehserie, Episodenrolle)
- 2022: Der Kommissar und die Eifersucht
- 2024: SOKO Köln (Fernsehserie, Folge Ungebunden)
- 2024: Endlich Witwer – Griechische Odyssee